# Plasa Cimișlia, județul Tighina
Plasa Cimișlia, componentă a județului interbelic Tighina, avea (la 1930) 20 localități:
1. Abaclia
2. Albina
3. Bahmutea
4. Bogdăneasa-Veche
5. Bulațeni
6. Carabețeni
7. Cecur-Menjir
8. Cenac
9. Cimișlia
10. Cioara-Murza
11. Cioc-Maidan
12. Colăceni
13. Curudgica
14. Dezghinge
15. Ecaterineanca
16. Galbenița
17. Grădiștea
18. Gura-Galbenă
19. Hănești
20. Hârtop

## Listă de localități
| Nr. crt. | Denumire localitate                         | Tip                               | Raionul în care se află în prezent |
| -------- | ------------------------------------------- | --------------------------------- | ---------------------------------- |
| 1        | Abaclia                                     | comună                            | Raionul Basarabeasca               |
| 2        | Albina                                      | comună                            | Raionul Cimișlia                   |
| 3        | Mihailovca                                  |                                   |                                    |
| 4        | Bogdăneasa-Veche                            | sat în orașul Cimișlia            | Raionul Cimișlia                   |
| 5        | Bulațeni                                    | .                                 |                                    |
| 6        | Carabețeni                                  | .                                 |                                    |
| 7        | Cecur-Menjir                                | comună                            | Raionul Cimișlia                   |
| 8        | Cenac                                       | comună                            | Raionul Cimișlia                   |
| 9        | Cimișlia                                    | oraș                              | Raionul Cimișlia                   |
| 10       | Cioara-Murza                                | .                                 |                                    |
| 11       | Cioc-Maidan                                 | comună                            | Găgăuzia                           |
| 12       | Colăceni                                    | .                                 |                                    |
| 13       | Curudgica                                   | .                                 |                                    |
| 14       | Dezghinge                                   | comună                            | Găgăuzia                           |
| 15       | Ecaterineanca                               | comună                            | Raionul Cimișlia                   |
| 16       | Galbenița                                   | .                                 |                                    |
| 17       | Grădiștea                                   | comună                            | Raionul Cimișlia                   |
| 18       | Gura-Galbenă                                | comună                            | Raionul Cimișlia                   |
| 19       | Hănești                                     | .                                 |                                    |
| 20       | Hârtop                                      | comună                            | Raionul Cimișlia                   |
| 21       | Ialpugeni, inclusiv satele Maximeni I și II | comună                            | Raionul Cimișlia                   |
| 22       | Ioneasca                                    | .                                 |                                    |
| 23       | Iordănești                                  | .                                 |                                    |
| 24       | Iserlia-Nouă                                | .                                 |                                    |
| 25       | Javgur                                      | comună                            | Raionul Cimișlia                   |
| 26       | Lipoveni                                    | comună                            | Raionul Cimișlia                   |
| 27       | Marienfeld                                  | sat în comuna Ialpujeni, Cimișlia | Raionul Cimișlia                   |
| 28       | Minciuna                                    | .                                 |                                    |
| 29       | Mitropolit                                  | .                                 |                                    |
| 30       | Munteni                                     | sat în comuna Lipoveni, Cimișlia  | Raionul Cimișlia                   |
| 31       | Petrești                                    | .                                 |                                    |
| 32       | Românești                                   | .                                 |                                    |
| 33       | Sadaclia                                    | comună                            | Raionul Basarabeasca               |
| 34       | Sahaidac                                    | comună                            | Raionul Cimișlia                   |
| 35       | Satu-Nou                                    | comună                            | Raionul Cimișlia                   |
| 36       | Selemet                                     | comună                            | Raionul Cimișlia                   |
| 37       | Suric                                       | comună                            | Raionul Cimișlia                   |
| 38       | Topal                                       | comună                            | Raionul Cimișlia                   |
| 39       | Valea-Perjii                                | comună                            | Raionul Taraclia                   |